# Lipat Kain Selatan
Lipat Kain Selatan is een bestuurslaag in het regentschap Kampar van de provincie Riau, Indonesië. Lipat Kain Selatan telt 3698 inwoners (volkstelling 2010).